# Craig Wayne Boyd
Craig Wayne Boyd est un chanteur américain, ayant remporté la septième saison du télé-crochet américain The Voice.

## Performances lors de The Voice
| Stage                    | Chanson                                             | Artiste                       | Date               | Ordre | Résultat                                                     |
| ------------------------ | --------------------------------------------------- | ----------------------------- | ------------------ | ----- | ------------------------------------------------------------ |
| Blind Audition           | "The Whiskey Ain't Workin'"                         | Travis Tritt and Marty Stuart | September 30, 2014 | 4.7   | Pharrell Williams and Blake Shelton turned Joined Team Blake |
| Battle Rounds (Top 48)   | "Wave on Wave" (vs. James David Carter)             | Pat Green                     | October 13, 2014   | 7.4   | Defeated Stolen by Gwen Stefani                              |
| Knockout Rounds (Top 32) | "Can't You See" (vs. Anita Antoinette)              | The Marshall Tucker Band      | November 3, 2014   | 13.7  | Defeated Stolen by Blake Shelton                             |
| Live Playoffs (Top 20)   | "Some Kind of Wonderful"                            | Soul Brothers Six             | November 10, 2014  | 15.10 | Saved by Public Vote                                         |
| Live Top 12              | "You Look So Good in Love"                          | George Strait                 | November 17, 2014  | 18.10 | Saved by Public Vote                                         |
| Live Top 10              | "I Walk the Line"                                   | Johnny Cash                   | November 24, 2014  | 20.6  | Saved by Public Vote                                         |
| Live Top 8               | "Take It Easy"                                      | Eagles                        | December 1, 2014   | 22.2  | Saved by Public Vote                                         |
| Live Top 5 (Semi-Finals) | "Workin' Man Blues"                                 | Merle Haggard                 | December 8, 2014   | 24.2  | Saved by Public Vote                                         |
| Live Top 5 (Semi-Finals) | "The Old Rugged Cross"                              | George Bennard                | December 8, 2014   | 24.8  | Saved by Public Vote                                         |
| Live Finale              | "My Baby's Got a Smile on Her Face" (Original song) | Craig Wayne Boyd              | December 15, 2014  | 26.2  | Winner                                                       |
| Live Finale              | "Boots On" (with Blake Shelton)                     | Randy Houser                  | December 15, 2014  | 26.5  | Winner                                                       |
| Live Finale              | "In Pictures"                                       | Alabama                       | December 15, 2014  | 26.9  | Winner                                                       |

## Discographie

### Albums

#### Albums studio
| Titre              | Détails                                                                           |
| ------------------ | --------------------------------------------------------------------------------- |
| Craig Boyd         | - Sortie: 2 juin 2008 - Label: Independent - Formats: CD, music download          |
| I Ain't No Quitter | - Release date: March 28, 2013 - Label: Independent - Formats: CD, music download |

### Singles
| Titre                               | Année | Classement | Classement | Classement | Ventes       | Album                                       |
| Titre                               | Année | US Country | US         | CAN        | Ventes       | Album                                       |
| ----------------------------------- | ----- | ---------- | ---------- | ---------- | ------------ | ------------------------------------------- |
| "My Baby's Got a Smile on Her Face" | 2014  | 1          | 34         | 45         | - US: 99,000 | The Voice: The Complete Season 7 Collection |
| "I'm Still Here"                    | 2015  | —          | —          | —          |              | aucun                                       |

### Parus lors deThe Voice

#### Albums
| Titre                                       | Détails                                                                                    | Peak chart positions | Peak chart positions | Ventes      |
| Titre                                       | Détails                                                                                    | US Country           | US                   | Ventes      |
| ------------------------------------------- | ------------------------------------------------------------------------------------------ | -------------------- | -------------------- | ----------- |
| The Voice: The Complete Season 7 Collection | - Sortie date: décembre 16, 2014 - Label: Universal Republic - Formats: CD, music download | 35                   | 41                   | - US: 4,000 |

#### Singles
| Titre                                    | Année | Classement | Classement | Classement | Ventes        | Album                                       |
| Titre                                    | Année | US Country | US         | CAN        | Ventes        | Album                                       |
| ---------------------------------------- | ----- | ---------- | ---------- | ---------- | ------------- | ------------------------------------------- |
| "The Whiskey Ain't Workin'"              | 2014  | —          | —          | —          |               | The Voice: The Complete Season 7 Collection |
| "Wave on Wave" (with James David Carter) | 2014  | —          | —          | —          |               | non-album single                            |
| "Can't You See"                          | 2014  | —          | —          | —          |               | The Voice: The Complete Season 7 Collection |
| "Some Kind of Wonderful"                 | 2014  | —          | —          | —          |               | The Voice: The Complete Season 7 Collection |
| "You Look So Good in Love"               | 2014  | 35         | —          | —          |               | The Voice: The Complete Season 7 Collection |
| "I Walk the Line"                        | 2014  | 15         | 84         | 80         | - US: 46,000  | The Voice: The Complete Season 7 Collection |
| "Take It Easy"                           | 2014  | 31         | —          | —          |               | The Voice: The Complete Season 7 Collection |
| "Workin' Man Blues"                      | 2014  | 37         | —          | —          | - US: 12,000  | The Voice: The Complete Season 7 Collection |
| "The Old Rugged Cross"                   | 2014  | 7          | 59         | —          | - US: 64,000, | The Voice: The Complete Season 7 Collection |
| "Boots On" (with Blake Shelton)          | 2014  | 33         | —          | —          | - US: 23,000  | The Voice: The Complete Season 7 Collection |
| "In Pictures"                            | 2014  | 28         | —          | —          | - US: 30,000  | The Voice: The Complete Season 7 Collection |
| "—" denotes releases that did not chart  |       |            |            |            |               |                                             |